# Rhabdalestes rhodesiensis
Rhabdalestes rhodesiensis är en fiskart som först beskrevs av Ricardo-bertram, 1943.  Rhabdalestes rhodesiensis ingår i släktet Rhabdalestes och familjen Alestidae. IUCN kategoriserar arten globalt som livskraftig. Inga underarter finns listade i Catalogue of Life.